# Ã
Ã/ã é uma A latina com um til sobrescrito. Em português, representa uma vogal nasal, normalmente transcrita no AFI como /ɐ̃/. Como é um caractere tipicamente português, é usado às vezes como um símbolo da língua portuguesa[carece de fontes?], mas também é de uso no vietnamita, marcando assim um tom decrescente de A. É também a 2ª letra do alfabeto guarani, que assim como no português,  é usada para indicar um A nasalisado.
Em português existem cinco vogais nasais:
- [ɐ̃] (ã, an, am)
- [ẽ] (en, em)
- [ĩ] (in, im)
- [õ] (õ, on, om)
- [ũ] (un, um)

E existem seis ditongos nasais:
- [ɐ̃ĩ̯] (ãe, ãi)
- [ɐ̃ũ̯] (ão, -am)
- [ẽĩ̯] (-em, -en-)
- [õĩ̯] (õe)
- [õũ̯] (-om, -on-)
- [ũĩ̯] (uim)

Exemplos de palavras com ditongos nasais no português: Mãe, cãibra [ɐ̃ĩ̯]; aviões [õĩ̯]; ruim [ũĩ̯], etc.
Esta letra está também presente na ortografia do Cassúbio.